# جيسي سبنسر
جيسي سبنسر (بالإنجليزية: Jesse Spencer)‏ (و. 1979 – م) هو ممثل، وموسيقي، ومونتير، من أستراليا، ولد في ملبورن.

## التعليم
تعلم في كلية سكوتش، ملبورن ‏.

## وصلات خارجية
- جيسي سبنسر على موقع IMDb (الإنجليزية)
- جيسي سبنسر على موقع روتن توميتوز (الإنجليزية)
- جيسي سبنسر على موقع ألو سيني (الفرنسية)
- جيسي سبنسر على موقع ميوزك برينز (الإنجليزية)
- جيسي سبنسر على موقع تيرنر كلاسيك موفيز (الإنجليزية)
- جيسي سبنسر على موقع أول موفي (الإنجليزية)
- جيسي سبنسر على موقع قاعدة بيانات الأفلام السويدية (السويدية)
- جيسي سبنسر على موقع إن إن دي بي (الإنجليزية)
- جيسي سبنسر على موقع ديسكوغز (الإنجليزية)
- جيسي سبنسر على موقع قاعدة بيانات الفيلم (الإنجليزية)